# Valley Grove (Washington)
Valley Grove az Amerikai Egyesült Államok északnyugati részén, Washington állam Walla Walla megyéjében elhelyezkedő önkormányzat nélküli település.
Valleygrove postahivatala 1890 és 1900 között működött. A település 1881 körül, a vasútvonal elkészültekor jött létre.

## Fordítás
- Ez a szócikk részben vagy egészben  a   Valley Grove, Washington című angol Wikipédia-szócikk ezen változatának fordításán alapul.  Az eredeti cikk szerkesztőit annak laptörténete sorolja fel. Ez a jelzés csupán a megfogalmazás eredetét és a szerzői jogokat jelzi, nem szolgál a cikkben szereplő információk forrásmegjelöléseként.